# Diagrammatik
Die Diagrammatik ist eine interdisziplinäre Wissenschaft, die sich mit (grafischen) Schaubildern beschäftigt. Sie widmet sich der Frage, wie Daten und Erkenntnisse mit Hilfe von Diagrammen dargestellt, vermittelt und erläutert werden können. Die Diagrammatik verbindet Forschung unter anderem aus Bereichen wie Kultur- und Medienwissenschaft, Wissensorganisation, Semiotik und Kognitionswissenschaft. Praktisch betrifft sie alle Bereiche, in denen Diagramme Anwendung finden. Seit 2002 findet alle zwei Jahre unter dem Namen The International Conference on the Theory and Application of Diagrams eine wissenschaftliche Konferenz zu Theorie und Anwendung von Diagrammen statt.